# Cecilia Renata van Oostenrijk
Cecilia Renata van Oostenrijk (Graz, 16 juli 1611 — Vilnius, 24 maart 1644) was van 1637 tot aan haar dood koningin van Polen en grootvorstin van Litouwen. Ze behoorde tot het huis Habsburg.

## Levensloop
Cecilia Renata was de jongste dochter van keizer Ferdinand II van het Heilige Roomse Rijk uit diens eerste huwelijk met Maria Anna, dochter van hertog Willem V van Beieren. Ze kreeg een strenge katholieke opvoeding van de jezuïeten en had de reputatie van een levenslustige en intelligente vrouw.
Op 13 september 1637 huwde ze in Krakau met koning Wladislaus IV Wasa van Polen, via haar moeder een neef in de eerste graad. De huwelijksverdrag werd reeds in 1623 onderhandeld tussen haar vader en de Poolse kanselier Jerzy Ossoliński. De huwelijksplannen werden lange tijd geheimgehouden, omdat het Huis Habsburg weinig populariteit genoot in Polen. Aanvankelijk zou Cecilia Renata als bruidsschat de hertogdommen Opole en Ratibor in het huwelijk brengen, maar uiteindelijk werd die bruidsschat de heerlijkheid Wittingau. Op dezelfde dag als haar huwelijk werd ze tot koningin van Polen gekroond in de Sint-Johanneskathedraal van Warschau.
Aanvankelijk had de populaire Cecilia Renata veel macht in Polen, maar toen haar echtgenoot Wladislaus IV merkte dat het Huis Habsburg niet bereid was om hem veel te helpen, werd er nog weinig naar haar adviezen geluisterd. Ook was hun huwelijk niet zo gelukkig; Wladislaus voelde weinig sympathie voor zijn echtgenote.
In maart 1644 overleed ze op 32-jarige leeftijd in het kraambed, bij de bevalling van haar derde kind. Cecilia Renata werd bijgezet in de Wawelkathedraal in Krakau. Haar dood leidde in Polen tot grote rouw, zowel bij het volk, haar echtgenoot als aan het Poolse hof.

## Nakomelingen
Cecilia Renata en Wladislaus IV kregen drie kinderen, die allen hun kindertijd niet overleefden:
- Sigismund Casimir (1640-1647)
- Maria Anna Isabella (1642)
- een doodgeboren dochter (1644)

## Kwartierstaat (voorouders)
| Keizer Ferdinand I (1503-1564)       | Keizer Ferdinand I (1503-1564)       | Keizer Ferdinand I (1503-1564)       | Keizer Ferdinand I (1503-1564)       | Keizer Ferdinand I (1503-1564)       | Keizer Ferdinand I (1503-1564)       |                                     |                                     | Anna van Bohemen en Hongarije (1503-1547) | Anna van Bohemen en Hongarije (1503-1547) | Anna van Bohemen en Hongarije (1503-1547) | Anna van Bohemen en Hongarije (1503-1547) | Anna van Bohemen en Hongarije (1503-1547) | Anna van Bohemen en Hongarije (1503-1547) |                                 |                                 | Albrecht V van Beieren (1528-1579)     | Albrecht V van Beieren (1528-1579)     | Albrecht V van Beieren (1528-1579)     | Albrecht V van Beieren (1528-1579)     | Albrecht V van Beieren (1528-1579)     | Albrecht V van Beieren (1528-1579)     |  |  | Anna van Oostenrijk (1528-1590)  | Anna van Oostenrijk (1528-1590)  | Anna van Oostenrijk (1528-1590)  | Anna van Oostenrijk (1528-1590)  | Anna van Oostenrijk (1528-1590)  | Anna van Oostenrijk (1528-1590)  |                                    |                                    | Frans I van Lotharingen (1517-1545)   | Frans I van Lotharingen (1517-1545)   | Frans I van Lotharingen (1517-1545)   | Frans I van Lotharingen (1517-1545)   | Frans I van Lotharingen (1517-1545)   | Frans I van Lotharingen (1517-1545)   |                                    |                                    | Christina van Denemarken (1521-1590)      | Christina van Denemarken (1521-1590)      | Christina van Denemarken (1521-1590)      | Christina van Denemarken (1521-1590)      | Christina van Denemarken (1521-1590)      | Christina van Denemarken (1521-1590)      |  |  |                                           |                                           |                                           |                                           |                                           |                                           |
| Keizer Ferdinand I (1503-1564)       | Keizer Ferdinand I (1503-1564)       | Keizer Ferdinand I (1503-1564)       | Keizer Ferdinand I (1503-1564)       | Keizer Ferdinand I (1503-1564)       | Keizer Ferdinand I (1503-1564)       |                                     |                                     | Anna van Bohemen en Hongarije (1503-1547) | Anna van Bohemen en Hongarije (1503-1547) | Anna van Bohemen en Hongarije (1503-1547) | Anna van Bohemen en Hongarije (1503-1547) | Anna van Bohemen en Hongarije (1503-1547) | Anna van Bohemen en Hongarije (1503-1547) |                                 |                                 | Albrecht V van Beieren (1528-1579)     | Albrecht V van Beieren (1528-1579)     | Albrecht V van Beieren (1528-1579)     | Albrecht V van Beieren (1528-1579)     | Albrecht V van Beieren (1528-1579)     | Albrecht V van Beieren (1528-1579)     |  |  | Anna van Oostenrijk (1528-1590)  | Anna van Oostenrijk (1528-1590)  | Anna van Oostenrijk (1528-1590)  | Anna van Oostenrijk (1528-1590)  | Anna van Oostenrijk (1528-1590)  | Anna van Oostenrijk (1528-1590)  |                                    |                                    | Frans I van Lotharingen (1517-1545)   | Frans I van Lotharingen (1517-1545)   | Frans I van Lotharingen (1517-1545)   | Frans I van Lotharingen (1517-1545)   | Frans I van Lotharingen (1517-1545)   | Frans I van Lotharingen (1517-1545)   |                                    |                                    | Christina van Denemarken (1521-1590)      | Christina van Denemarken (1521-1590)      | Christina van Denemarken (1521-1590)      | Christina van Denemarken (1521-1590)      | Christina van Denemarken (1521-1590)      | Christina van Denemarken (1521-1590)      |  |  |                                           |                                           |                                           |                                           |                                           |                                           |
|                                      |                                      |                                      |                                      |                                      |                                      |                                     |                                     |                                           |                                           |                                           |                                           |                                           |                                           |                                 |                                 |                                        |                                        |                                        |                                        |                                        |                                        |  |  |                                  |                                  |                                  |                                  |                                  |                                  |                                    |                                    |                                       |                                       |                                       |                                       |                                       |                                       |                                    |                                    |                                           |                                           |                                           |                                           |                                           |                                           |  |  |                                           |                                           |                                           |                                           |                                           |                                           |
|                                      |                                      |                                      |                                      |                                      |                                      |                                     |                                     |                                           |                                           |                                           |                                           |                                           |                                           |                                 |                                 |                                        |                                        |                                        |                                        |                                        |                                        |  |  |                                  |                                  |                                  |                                  |                                  |                                  |                                    |                                    |                                       |                                       |                                       |                                       |                                       |                                       |                                    |                                    |                                           |                                           |                                           |                                           |                                           |                                           |  |  |                                           |                                           |                                           |                                           |                                           |                                           |
|                                      |                                      |                                      |                                      | Karel II van Oostenrijk (1540-1590)  | Karel II van Oostenrijk (1540-1590)  | Karel II van Oostenrijk (1540-1590) | Karel II van Oostenrijk (1540-1590) | Karel II van Oostenrijk (1540-1590)       | Karel II van Oostenrijk (1540-1590)       |                                           |                                           |                                           |                                           |                                 |                                 | Maria Anna van Beieren (1551-1608)     | Maria Anna van Beieren (1551-1608)     | Maria Anna van Beieren (1551-1608)     | Maria Anna van Beieren (1551-1608)     | Maria Anna van Beieren (1551-1608)     | Maria Anna van Beieren (1551-1608)     |  |  | Willem V van Beieren (1548-1626) | Willem V van Beieren (1548-1626) | Willem V van Beieren (1548-1626) | Willem V van Beieren (1548-1626) | Willem V van Beieren (1548-1626) | Willem V van Beieren (1548-1626) |                                    |                                    |                                       |                                       |                                       |                                       | Renata van Lotharingen (1544-1602)    | Renata van Lotharingen (1544-1602)    | Renata van Lotharingen (1544-1602) | Renata van Lotharingen (1544-1602) | Renata van Lotharingen (1544-1602)        | Renata van Lotharingen (1544-1602)        |                                           |                                           |                                           |                                           |  |  |                                           |                                           |                                           |                                           |                                           |                                           |
|                                      |                                      |                                      |                                      | Karel II van Oostenrijk (1540-1590)  | Karel II van Oostenrijk (1540-1590)  | Karel II van Oostenrijk (1540-1590) | Karel II van Oostenrijk (1540-1590) | Karel II van Oostenrijk (1540-1590)       | Karel II van Oostenrijk (1540-1590)       |                                           |                                           |                                           |                                           |                                 |                                 | Maria Anna van Beieren (1551-1608)     | Maria Anna van Beieren (1551-1608)     | Maria Anna van Beieren (1551-1608)     | Maria Anna van Beieren (1551-1608)     | Maria Anna van Beieren (1551-1608)     | Maria Anna van Beieren (1551-1608)     |  |  | Willem V van Beieren (1548-1626) | Willem V van Beieren (1548-1626) | Willem V van Beieren (1548-1626) | Willem V van Beieren (1548-1626) | Willem V van Beieren (1548-1626) | Willem V van Beieren (1548-1626) |                                    |                                    |                                       |                                       |                                       |                                       | Renata van Lotharingen (1544-1602)    | Renata van Lotharingen (1544-1602)    | Renata van Lotharingen (1544-1602) | Renata van Lotharingen (1544-1602) | Renata van Lotharingen (1544-1602)        | Renata van Lotharingen (1544-1602)        |                                           |                                           |                                           |                                           |  |  |                                           |                                           |                                           |                                           |                                           |                                           |
|                                      |                                      |                                      |                                      |                                      |                                      |                                     |                                     |                                           |                                           | Keizer Ferdinand II (1578-1637)           | Keizer Ferdinand II (1578-1637)           | Keizer Ferdinand II (1578-1637)           | Keizer Ferdinand II (1578-1637)           | Keizer Ferdinand II (1578-1637) | Keizer Ferdinand II (1578-1637) |                                        |                                        |                                        |                                        |                                        |                                        |  |  |                                  |                                  |                                  |                                  |                                  |                                  | Maria Anna van Beieren (1574-1616) | Maria Anna van Beieren (1574-1616) | Maria Anna van Beieren (1574-1616)    | Maria Anna van Beieren (1574-1616)    | Maria Anna van Beieren (1574-1616)    | Maria Anna van Beieren (1574-1616)    |                                       |                                       |                                    |                                    |                                           |                                           |                                           |                                           |                                           |                                           |  |  |                                           |                                           |                                           |                                           |                                           |                                           |
|                                      |                                      |                                      |                                      |                                      |                                      |                                     |                                     |                                           |                                           | Keizer Ferdinand II (1578-1637)           | Keizer Ferdinand II (1578-1637)           | Keizer Ferdinand II (1578-1637)           | Keizer Ferdinand II (1578-1637)           | Keizer Ferdinand II (1578-1637) | Keizer Ferdinand II (1578-1637) |                                        |                                        |                                        |                                        |                                        |                                        |  |  |                                  |                                  |                                  |                                  |                                  |                                  | Maria Anna van Beieren (1574-1616) | Maria Anna van Beieren (1574-1616) | Maria Anna van Beieren (1574-1616)    | Maria Anna van Beieren (1574-1616)    | Maria Anna van Beieren (1574-1616)    | Maria Anna van Beieren (1574-1616)    |                                       |                                       |                                    |                                    |                                           |                                           |                                           |                                           |                                           |                                           |  |  |                                           |                                           |                                           |                                           |                                           |                                           |
|                                      |                                      |                                      |                                      |                                      |                                      |                                     |                                     |                                           |                                           |                                           |                                           |                                           |                                           |                                 |                                 |                                        |                                        |                                        |                                        |                                        |                                        |  |  |                                  |                                  |                                  |                                  |                                  |                                  |                                    |                                    |                                       |                                       |                                       |                                       |                                       |                                       |                                    |                                    |                                           |                                           |                                           |                                           |                                           |                                           |  |  |                                           |                                           |                                           |                                           |                                           |                                           |
|                                      |                                      |                                      |                                      |                                      |                                      |                                     |                                     |                                           |                                           |                                           |                                           |                                           |                                           |                                 |                                 |                                        |                                        |                                        |                                        |                                        |                                        |  |  |                                  |                                  |                                  |                                  |                                  |                                  |                                    |                                    |                                       |                                       |                                       |                                       |                                       |                                       |                                    |                                    |                                           |                                           |                                           |                                           |                                           |                                           |  |  |                                           |                                           |                                           |                                           |                                           |                                           |
| Christine van Oostenrijk (1601-1601) | Christine van Oostenrijk (1601-1601) | Christine van Oostenrijk (1601-1601) | Christine van Oostenrijk (1601-1601) | Christine van Oostenrijk (1601-1601) | Christine van Oostenrijk (1601-1601) |                                     |                                     | Karel van Oostenrijk (1603-1603)          | Karel van Oostenrijk (1603-1603)          | Karel van Oostenrijk (1603-1603)          | Karel van Oostenrijk (1603-1603)          | Karel van Oostenrijk (1603-1603)          | Karel van Oostenrijk (1603-1603)          |                                 |                                 | Johan Karel van Oostenrijk (1605-1619) | Johan Karel van Oostenrijk (1605-1619) | Johan Karel van Oostenrijk (1605-1619) | Johan Karel van Oostenrijk (1605-1619) | Johan Karel van Oostenrijk (1605-1619) | Johan Karel van Oostenrijk (1605-1619) |  |  | Keizer Ferdinand III (1608-1657) | Keizer Ferdinand III (1608-1657) | Keizer Ferdinand III (1608-1657) | Keizer Ferdinand III (1608-1657) | Keizer Ferdinand III (1608-1657) | Keizer Ferdinand III (1608-1657) |                                    |                                    | Maria Anna van Oostenrijk (1610-1665) | Maria Anna van Oostenrijk (1610-1665) | Maria Anna van Oostenrijk (1610-1665) | Maria Anna van Oostenrijk (1610-1665) | Maria Anna van Oostenrijk (1610-1665) | Maria Anna van Oostenrijk (1610-1665) |                                    |                                    | Cecilia Renata van Oostenrijk (1611-1644) | Cecilia Renata van Oostenrijk (1611-1644) | Cecilia Renata van Oostenrijk (1611-1644) | Cecilia Renata van Oostenrijk (1611-1644) | Cecilia Renata van Oostenrijk (1611-1644) | Cecilia Renata van Oostenrijk (1611-1644) |  |  | Leopold Willem van Oostenrijk (1614-1662) | Leopold Willem van Oostenrijk (1614-1662) | Leopold Willem van Oostenrijk (1614-1662) | Leopold Willem van Oostenrijk (1614-1662) | Leopold Willem van Oostenrijk (1614-1662) | Leopold Willem van Oostenrijk (1614-1662) |

- Gemeinsame Normdatei: 119181789
- International Standard Name Identifier: 0000 0001 0954 1178
- Library of Congress Control Number: n94068141
- Nationale Bibliotheek van Tsjechië: jn20031111022
- Nationale Bibliotheek van Polen: a0000001184743
- Virtual International Authority File: 10650314
- WorldCat: E39PBJhCCJhFX7TtgBXbBVvrbd